# سيمون إم. هاملين
سيمون إم. هاملين هو سياسي أمريكي، ولد في 10 أغسطس 1866، وتوفي في 27 يوليو 1939 في ساوث بورتلاند في الولايات المتحدة. نشط حزبياً في الحزب الديمقراطي. وقد انتخب عضو مجلس النواب الأمريكي ‏.